# Ahrefs
Ahrefs — компанія програмного забезпечення як послуги (англ. SaaS), що розробляє сервіс з маркетингу і просування сайтів. Розташована в Сінгапурі. Заснована у 2010 році українцем Дмитром Герасименком.
Ahrefs розробляє платформу для пошукової оптимізації, яка дозволяє власникам сайтів, цифровим маркетологам та SEO-фахівцям проводити конкурентний аналіз, перевіряти і покращувати якість пошукового трафіку сайту, знаходити ключові слова та отримувати більше трафіку з пошукових систем.
Компанія є приватною і ніколи не залучала інвестицій. 2021 року, за даними Owler та Tech in Asia, річний дохід Ahrefs склав близько $66,4 млн.
Компанія інвестувала $50 млн у будівництво дата-центрів та має 1000 серверів, які зберігають більше 100 петабайт даних. Дата-центри знаходяться у Сінгапурі та у Нідерландах. За оцінкою Forbes, вартість компанії складає $600-700 млн. Англомовне сінгапурське видання The Straits Times визнало Ahrefs однією з найбільш швидкозростаючих компаній три роки поспіль: 2020, 2021, 2022.

## Історія
Компанія Ahrefs була заснована у 2010 році Дмитром Герасименком з Ніжина, студентом інституту прикладного системного аналізу (ІПСА) Київського політехнічного інституту. Разом з одногрупником по КПІ Ігорем Пиковцем Герасименко створив програму, що індексувала зворотні посилання та оновлювала базу посилань кожні 15 хвилин, що було швидшим за конкурентів Majestic та Moz.
У 2011 році Герасименко разом з партнером випустили сервіс для відстежування посилань Ahrefs у моделі freemium. Назва «A href» у перекладі з мови програмування є атрибутом «href», який визначає адресу документа для переходу. Перший рік компанія розташовувалась в Україні.
Протягом року після запуску платних підписок компанія отримала $1 мільйон щорічного регулярного доходу.
У 2012 році Герасименко переїхав до Сінгапуру та перевіз туди штаб-квартиру Ahrefs. У 2014 Ahrefs запустила Content Explorer і збільшила свою базу даних вебсторінок з можливістю пошуку та фільтрації до 1,1 мільярда.
У 2015 Ahrefs випустила функціонал історичного дослідження ключових слів на ринку на базі Site Explorer. У 2020 році компанія запустила безкоштовний сервіс Ahrefs Webmaster Tools з обмеженою функціональністю, що дозволяє робити аудит сайту та відстежувати зворотні посилання. Через три тижні після запуску сервісу, на ньому реєструвалося понад 60 000 користувачів.
У березні 2019 Герасименко анонсував запуск нової пошукової системи, конкурента Google, яка буде ділитися з авторами контенту 90 % рекламного доходу від трафіку. У квітні 2022 Ahrefs зібрала зі своїх користувачів $1,5 млн на гуманітарну допомогу Україні.

## Продукти

### Платформа Ahrefs
Сервіс Ahrefs допомагає власникам сайтів та SEO-фахівцям визначати основних конкурентів, аналізувати продукт, знаходити причини низького рейтингу у видачі та підвищувати якість пошукового трафіку. Система відстежує, як вебсайти в реальному часі посилаються один на одного та за якими ключовими словами вони ранжуються в результатах пошуку. Інструмент Keyword Explorer допомагає отримати пропозиції ключових слів, обсяги пошуку за ключовими словами та показники складності ключових слів.
Частково сервіс Ahrefs написаний мовою програмування OCaml і має вбудовану функцію самоперевірки — мова не дозволяє програмісту зробити помилку.

### AhrefsBot
Однією з технологічних розробок, створених компанією, є пошуковий бот-краулер, який індексує вебсторінки і створює індекс, який потім використовується для формування пошукової видачі. Такі роботи застосовуються для основного сервісу проєкту — інструменту аналізу посилань. За даними компанії, на добу робот Ahrefs аналізує понад 30 млн нових сторінок та є другим за активністю краулером у світі після Google. Також він є технічною складовою пошуковика Ahrefs. У 2019 в індексі компанії було майже 300 млрд сторінок, і в день оновлювалось приблизно 8 млрд, 100 000 кожну секунду.

### Пошукова система Ahrefs
У 2019 Ahrefs анонсувала, що працює над пошуковою системою, яка має віддавати 90 % доходу від реклами сайтам.